# Sigismondo Felice Feliński
Sigismondo Felice (in polacco Zygmunt Szczęsny) Feliński (Vojutyn, 1º novembre 1822 – Cracovia, 17 settembre 1895) è stato arcivescovo di Varsavia dal 1862 al 1883 e poi arcivescovo titolare di Tarso fino alla morte. Ha fondato la congregazione delle Suore francescane della famiglia di Maria. Beatificato nel 2002, è stato proclamato santo da papa Benedetto XVI l'11 ottobre 2009.

## Biografia
Nacque da una nobile famiglia polacca al tempo della dominazione zarista. A 17 anni, dopo la morte del padre, la deportazione della madre in Siberia a causa della sua attività patriottica e la confisca del patrimonio di famiglia da parte del governo zarista, si recò in varie città d'Europa per completare la sua formazione: a Mosca studiò matematica, a Parigi ricevette l'istruzione umanistica.
Nel 1848 prese parte all'insurrezione di Poznań, animato da fervente patriottismo. Tra gli amici annoverava il poeta nazionale polacco Juliusz Słowacki.
Nuovamente esule a Parigi, sentì la vocazione sacerdotale. Nel 1851 entrò nel seminario di Žytomyr e completò la sua formazione sacerdotale all'Accademia ecclesiastica di San Pietroburgo, dove fu ordinato presbitero. Qui fondò l'orfanotrofio e la congregazione religiosa delle Suore francescane della famiglia di Maria.
Il 6 gennaio 1862 fu eletto arcivescovo di Varsavia. Fu un episcopato breve, ma intenso. Istituì il Centro di rinascita spirituale; predicò missioni ed esercizi spirituali nelle chiese, negli ospedali e nelle carceri. Propagandò il culto del Santissimo Sacramento e di Maria. Fondò l'orfanotrofio e la scuola e li affidò alle cure delle suore della Famiglia di Maria.
Lavorò per stabilire uno stretto legame fra i vescovi polacchi e la Santa Sede. Difese la pace, cercando di trattenere la nazione che minacciava una rivolta sconsiderata. Tuttavia, dopo lo scoppio dell'insurrezione del gennaio del 1863, prese le difese del popolo. Le autorità russe non tollerarono il suo appoggio all'insurrezione. Fu chiamato a San Pietroburgo e dovette lasciare Varsavia il 14 giugno 1863, sotto scorta militare come prigioniero di stato.
Fu condannato all'esilio a Jaroslavl', dove passò venti anni dedicandosi interamente ad opere di misericordia. Nel 1883 fu liberato grazie ad un accordo tra lo zar e la Santa Sede, ma non gli fu concesso di tornare a Varsavia e si stabilì a Dźwiniaczka, presso Leopoli, con il titolo di arcivescovo di Tarso.

## Culto
La causa di beatificazione fu introdotta nel 1965 dal cardinale Stefan Wyszyński e proseguì a Roma dal 1984. Il 18 agosto 2002 fu dichiarato beato da papa Giovanni Paolo II e l'11 ottobre 2009 è stato canonizzato da papa Benedetto XVI.
La sua memoria liturgica cade il 17 settembre.

## Genealogia episcopale e successione apostolica
La genealogia episcopale è:
- Cardinale Scipione Rebiba
- Cardinale Giulio Antonio Santori
- Cardinale Girolamo Bernerio, O.P.
- Vescovo Claudio Rangoni
- Arcivescovo Wawrzyniec Gembicki
- Arcivescovo Jan Wężyk
- Vescovo Piotr Gembicki
- Vescovo Jan Gembicki
- Vescovo Bonawentura Madaliński
- Vescovo Jan Małachowski
- Arcivescovo Stanisław Szembek
- Vescovo Felicjan Konstanty Szaniawski
- Vescovo Andrzej Stanisław Załuski
- Arcivescovo Adam Ignacy Komorowski
- Arcivescovo Władysław Aleksander Łubieński
- Vescovo Andrzej Stanisław Młodziejowski
- Arcivescovo Kasper Kazimierz Cieciszowski
- Vescovo Franciszek Borgiasz Mackiewicz
- Vescovo Michał Piwnicki
- Arcivescovo Ignacy Ludwik Pawłowski
- Arcivescovo Kazimierz Roch Dmochowski
- Arcivescovo Wacław Żyliński
- Arcivescovo Zygmunt Szczęsny Feliński

La successione apostolica è:
- Vescovo Matthias Majercsak (1862)